# الشامية (الدوادمي)
مركز الشامية هو مركزٌ إداري تابعٌ لمحافظة الدوادمي في منطقة الرياض ، ويصنف من فئة (ب) ورمزها 1135.